# Синьцзян под властью Цин
Синьцзян под властью Цин оказался в результате третьей ойратско-маньчжурской войны, когда Джунгарское ханство было завоёвано армией Цин. Более ста лет после завоевания, Синьцзян находился под управлением военных губернаторов Кульджи (илийских цзянцзюней), назначаемых ведомством Лифаньюань. В ходе Дунганского восстания, империя Цин утратила контроль над Синьцзяном, который в полной мере сумела восстановить только к 1877 году. В 1884 году Синьцзян получил статус провинции.